# Albert Mkrtchyan
Albert Mkrtchyan (en arménien: Ալբերտ Մկրտչյան), né le 27 février 1937 à Léninakan (aujourd'hui Gyumri) et mort le 28 février 2018 à Erevan, est un réalisateur, scénariste et acteur arménien.

## Biographie
Frère cadet de l'acteur Frounzik Mkrtchian, il étudie à l'Institut du théâtre et des beaux arts d'Erevan, puis dans la classe d'Efim Dzigan à l'Institut national de la cinématographie de Moscou. De 1960 à 1966, il dirige le studio de la télévision arménienne, puis il prend la direction des studios Hayfilm en 1971. Il est décoré de l'ordre de l'Insigne d'Honneur en 1986. De 1995 à 1999, il est le directeur du théâtre de Gyumri, avant de prendre la direction artistique du théâtre Mher Mkrtchyan.

## Filmographie

### Réalisateur
- 1977 : Kamennaya dolina
- 1979 : Kyanqi lavaguyn kese
- 1981 : Khoshor shahum
- 1982 : Hin oreri yerge
- 1985 : Le Tango de notre enfance
- 1989 : Dykhanie
- 1990 : Mir v drugom izmerenii
- 2001 : Urakh avtobus
- 2008 : The Dawn of the Sad Street

### Scénariste
- 1982 : The Song of the Old Days
- 1985 : Le Tango de notre enfance
- 1989 : Dykhanie
- 2001 : Urakh avtobus